# كيث فليتشر
كيث فليتشر (بالإنجليزية: Keith Fletcher)‏ (1 أكتوبر 1969 بإنجلترا في المملكة المتحدة - ) هو لاعب كرة قدم بريطاني في مركز الهجوم. شارك مع منتخب غرينادا لكرة القدم. أما مع النوادي، فقد لعب مع نادي بليث سبارتانز ونادي غيتزهد وبيدلينجتون تيريرز ‏ وJurong FC ‏ وWhitley Bay F.C. ‏ ونادي أكويلا.

## وصلات خارجية
- كيث فليتشر على موقع قاعدة بيانات كرة القدم.إي يو (الإنجليزية)
- كيث فليتشر على موقع ناشيونال فوتبول تيمز (الإنجليزية)